# 宜牛乡
宜牛乡，是中华人民共和国四川省甘孜藏族自治州石渠县下辖的一个乡镇级行政单位。

## 行政区划
宜牛乡下辖以下地区：
宜牛村、杜龙村、本日村、捉日村和扎龙村。